# De mystiske Z-Straaler
De mystiske Z-Straaler er en dansk stumfilm fra 1916 instrueret af George Schnéevoigt efter eget manuskript.

## Medvirkende
- Johannes Ring, Professor Berg
- Alma Hinding, Erna, Bergs datter
- Anton de Verdier, Karsakow, danser
- Fridjof von Kaulbach, Vladir, Karsakows bror